# Pericei (gmina)
Pericei – gmina w Rumunii, w okręgu Sălaj. Obejmuje miejscowości Bădăcin, Pericei, Periceiu Mic i Sici. W 2011 roku liczyła 3768 mieszkańców.